# Senice na Hané
Senice na Hané är en ort i Tjeckien.   Den ligger i regionen Olomouc, i den östra delen av landet, 200 km öster om huvudstaden Prag. Senice na Hané ligger 239 meter över havet och antalet invånare är 1 824.
Terrängen runt Senice na Hané är platt österut, men västerut är den kuperad.Runt Senice na Hané är det ganska tätbefolkat, med 207 invånare per kvadratkilometer. Närmaste större samhälle är Olomouc, 12,3 km öster om Senice na Hané. Trakten runt Senice na Hané består till största delen av jordbruksmark.